# Careful with That Axe, Eugene
«Careful with That Axe, Eugene» (рус. Осторожней с этим топором, Юджин) — композиция группы Pink Floyd, написанная в 1968 году (с марта по май). Одно из самых популярных произведений раннего периода творчества группы. Вариант текста для фильма Антониони был отдельно поправлен до съёмок фильма в мае—июне 1968 года.

## Студийная и концертная версии
Оригинальная студийная версия была записана впервые выпущена 17 декабря 1968 на второй стороне пятого (в UK) сингла Point Me at the Sky. Заглавная композиция «Point Me at the Sky» со стороны «А» не имела успеха, но «Careful with That Axe, Eugene» быстро стала хитом группы и часто исполнялась на концертах, в частности, во время концертного тура The Man and The Journey 1969 года под названием «Beset By Creatures of the Deep». Одна из таких записей была издана в том же году в альбоме Ummagumma.
Основу композиции составляет монотонный органный проигрыш (в «египетском» стиле, свойственном Рику Райту в тот период), резко сменяющийся криками Уотерса и многократными повторениями зловещим шёпотом названия песни. Длительность оригинальной версии составляет 5:45. Впоследствии этот вариант композиции был включён в сборник Relics (1971), а также переиздан в сборнике ранних синглов группы (1992).
На студийном варианте композиции была основана часть хореографической программы Roland Petit Ballet. Поскольку в программе труппа «Балета Марселя» танцевала под живое исполнение песни группой, музыкантам, склонным к импровизации и затягиванию композиций на концертах, пришлось выработать живую версию песни стандартной длины, которая бы подходила для выступлений с балетом. Чтобы музыканты могли ориентироваться в композиции, во время выступлений на сцене рядом с пианино был помещён помощник, который следил за ритмом и на каждую четвёртую долю должен был поднимать карточку с номером текущего такта. На такте 108 Роджер Уотерс издавал крик, а на такте 256 группа должна была закончить играть, так как здесь кончалась хореографическая постановка.

## Версии из кинофильмов
Один из ранних вариантов композиции, предшествовавших студийной записи, звучит в фильме Питера Сайкса The Committee (Комитет, 1968).
В декабре 1969 музыканты записали новую студийную версию для фильма Микеланджело Антониони «Забриски-пойнт». Композиция звучит в финале фильма, сопровождая кадры взрыва виллы, показанного в замедленной съёмке. На обложке диска с саундтреком к фильму композиция обозначена как «Come in Number 51, Your Time Is Up» (Заходи, номер 51, твоё время истекло).
Вариант, исполненный в фильме-концерте Live at Pompeii (1971), содержит следующие слова, произносимые шёпотом:

Down, down. Down, down. The star is screaming. Beneath the lies. Lie, lie. Tschay, tschay, tschay... (Уотерс дует в микрофон, вскрик Уотерса). Careful, careful, careful with that axe, Eugene (очень громкий и долгий крик, ещё один очень громкий и долгий крик, Уотерс дует в микрофон, вскрик Уотерса). The stars are screaming loud. Tsch. Tsch. Tsch... (низкий стон Уотерса).

В 1973 году исполнение песни было снято на видео для музыкального фильма Superstars in Concert.

## Личность «героя композиции»
Существует легенда, согласно которой композиция обращена к младшему брату Джерри Гарсия, лидера группы The Grateful Dead, который якобы нечаянно отрубил ему палец. Никаких подтверждений этому предположению не обнаружено. У Гарсия действительно не хватало пальца на правой руке, но его младшего брата звали не Юджин, а Тифф.
В начале 1960-х в Лондоне был арестован серийный убийца по имени Юджин Крафт. Не исключено, что «Careful with That Axe, Eugene» была навеяна этим событием. (Первая песня Pink Floyd, «Arnold Layne», повествовала об аресте трансвестита, воровавшего женское бельё).
Песня «Point Me at the Sky», записанная на лицевой стороне того же сингла, тоже начинается с обращения к некоему Юджину (Hey Eugene / This is Henry McClean…).

## Варианты названия
- «Murderistic Women»
- «Keep Smiling, People»
- «Careful with That Axe, Eugene»
- «Beset by the Creatures of the Deep»
- «Come in Number 51, Your Time Is Up»

## Отсылки к композиции
«Careful with That Axe, Eugene» среди многих прочих отсылок к текстам классического рока упоминается в песне-сюите «Octavarium», завершающей одноимённый альбом (2005) американской группы Dream Theater, играющей прогрессивный метал. В композиции несомненно влияние музыки Pink Floyd.